# Spas Dzhevizov
Spas Andreev Dzhevizov (en bulgare : Спас Андреев Джевизов) (né le 27 septembre 1955 à Plovdiv en Bulgarie) est un footballeur international et entraîneur bulgare.

## Biographie
Avec l'équipe de Bulgarie de football, Dzhevizov a joué 20 matchs et inscrit 3 buts. Entre 1976 et 1984, il jouera en tout 205 matchs de championnat et marquera 96 buts pour le CSKA Sofia. Dzhevizov remportera le championnat bulgare 4 fois avec le CSKA, ainsi que la coupe de Bulgarie deux fois. Il est sacré meilleur buteur du championnat en inscrivant 23 buts lors de la saison 1979–80.
Après sa retraite, Dzhevizov deviendra l'entraîneur de quelques clubs en Bulgarie et à Chypre dont le CSKA Sofia et Alki Larnaca.

## Palmarès

### Club
- CSKA Sofia
  - Championnat de Bulgarie (4): 1980, 1981, 1982, 1983
  - Coupe de Bulgarie (1): 1983

- Omonia Nicosie
  - Championnat de Chypre (2): 1985, 1987

### Individuel
- Meilleur buteur du championnat de Bulgarie: 1980 (avec 23 buts)
- Meilleur buteur du championnat de Chypre: 1987 (avec 32 buts)